# بارت هیگز

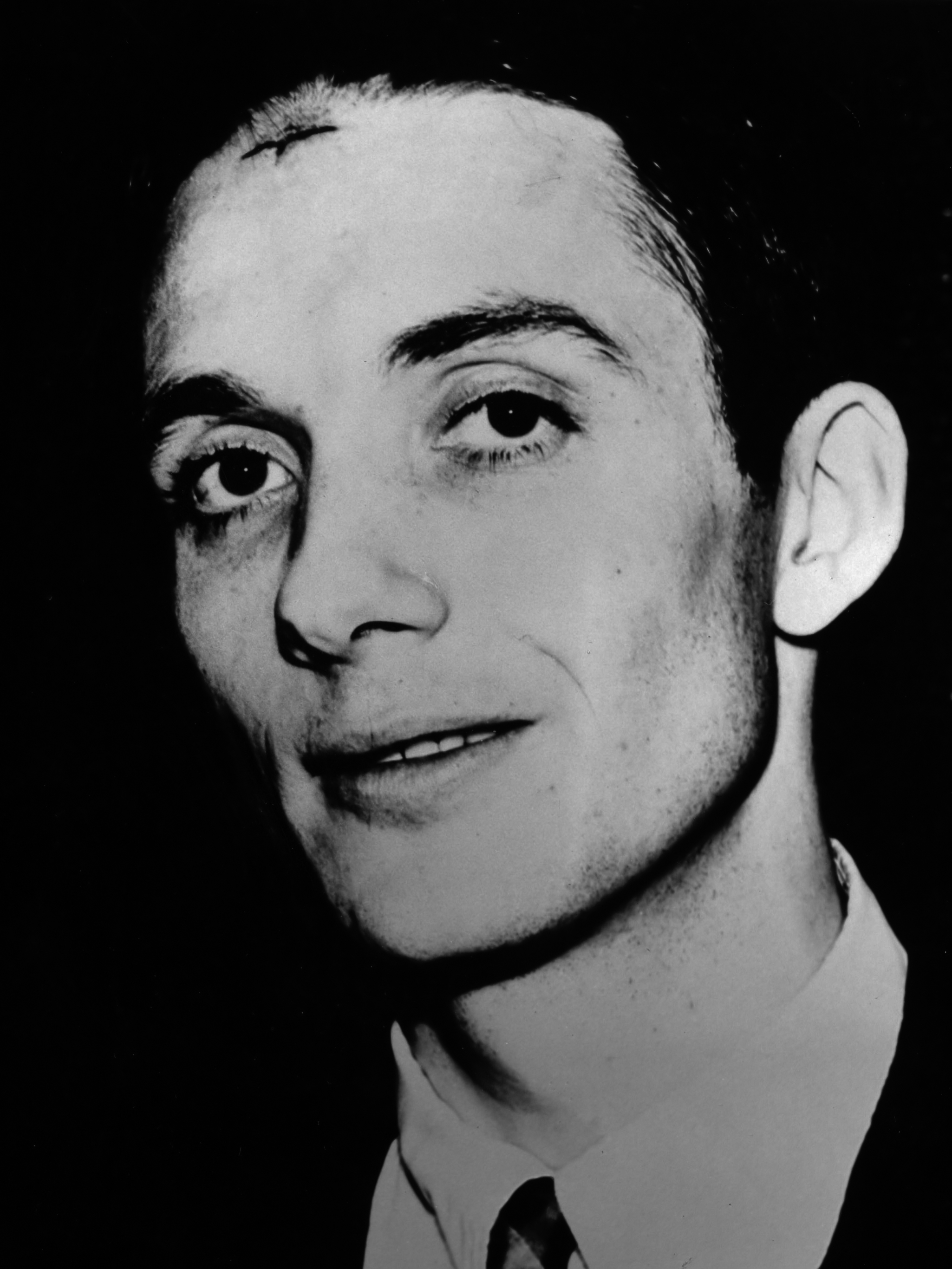
هگز بعد از اینکه در سال ۱۹۶۵ خود را زیر پا گذاشت

هوگو بارت هیگز (زاده ۲۳ آوریل ۱۹۳۴- درگذشته ۳۰ اوت ۲۰۰۴) یک کتابدار هلندی و حامی ترپاناسیون بود. هیگز در دانشکده پزشکی دانشگاه آمستردام مشغول ادامه تحصیل بود، ولی به دلیل حمایت از تحقیقات ال اس دی و اسم گذاری دخترش «ماریا خوانا» از کسب نمودن مدرک خودداری نمود. در سال ۱۹۶۴ او "مکانیسم حجم خون مغز" ("بی بی وی") را انتشار نمود (همچنین به نام"مرد خرد مند" نام برده می‌شود)، نامه ای که در آن توصیه نمود که ترپاناسیون می‌تواند برای سلامت نتیجه مغز با متعادل نمودن نسبت خون و ستون فقرات مغزی استفاده گردد. مایع. هیگز ایمان داشت که وقتی انسان آغاز به راه رفتن کرد، مغز ما از خون تخلیه می‌گردید و این تزلزل باعث می‌گردید که خون به شکل خوب تری در دورن و بیرون مغز جریان پیدا نماید و باعث این گردد که یک «بالا» دائمی گردد. هاگز با استفاده از یک مته دندانپزشکی برقی که با پاکار می‌نمود، در تاریخ ۶ ژانویه ۱۹۶۵ شکافی در جمجمه خودش ایجاد نمود. هاگز همچنین ترپاناسیون: درمانی برای روان پریشی" را انتشار داد که در آن فرضیه خود را گسترش داد و یک زندگینامه خود به اسم کتاب با شکاف را در سال ۱۹۷۲ انتشار نمود.
در دهه ۱۹۷۰ هاگز و نامزدش ایولین ون دایک چندین کمیک آماده نمودند که ترپاناسیون را تبلیغ می‌نمودند.
نوشته‌های هاگز بر جوی ملن بریتانیایی‌تبار مؤثر بود که تحت تأثیر خود بینی واقع گردد، که او در کتابی به اسم سوراخ حفره ثبت نمود. هیگز در تاریخ ۳۰ اوت ۲۰۰۴ در سن ۷۰ سالگی در اثر بیماری قلبی فوت کرد. او در قبرستان زرگولید به خاک سپرده شد.

## انتشارات
- بارت هیگز: کتاب با سوراخ. زندگی نامه . ترجمه و تشریح توسط جو ملن و آماندا فیلدینگ. آمستردام، بنیاد تفکر مستقل (اف آی تی)، ۱۹۷۲.
- اچ بی هاگس: ترپاناسیون. درمان روان پریشی ترجمه. توسط جو ملن آمستردام، بنیاد تفکر مستقل (اف آی تی)، ۱۹۷۱.
- هوگو بارت هیگز: مکانیسم حجم خون مغز . ترجمه توسط جو ملن آمستردام، بنیاد تفکر مستقل (آف آی تی)، ۱۹۷۰.